# ستيوارت بالانتين
ستيوارت بالانتين (بالإنجليزية: Stuart Ballantine)‏ هو مهندس أمريكي، ولد في 22 سبتمبر 1897، وتوفي في 7 مايو 1944.